# Dodoši, Cetinje
Dodoši este un sat din comuna Cetinje, Muntenegru. Conform datelor de la recensământul din 2003, localitatea are 53 de locuitori (la recensământul din 1991 erau 72 de locuitori).

## Demografie
În satul Dodoši locuiesc 53 de persoane adulte, iar vârsta medie a populației este de 65,8 de ani (66,2 la bărbați și 65,5 la femei). În localitate sunt 33 de gospodării, iar numărul mediu de membri în gospodărie este de 1,61.
|  |

| Demografie | Demografie | Demografie |
| An         | Locuitori  | Locuitori  |
| ---------- | ---------- | ---------- |
|            |            |            |
|            |            |            |
|            |            |            |
|            |            |            |
| 1948       | 507        |            |
| 1953       | 506        |            |
| 1961       | 407        |            |
| 1971       | 241        |            |
| 1981       | 112        |            |
| 1991       | 72         | 72         |
| 2003       | 61         | 53         |

| \| Componența etnică conform recensământului din 2003[2] \| Componența etnică conform recensământului din 2003[2] \| Componența etnică conform recensământului din 2003[2] \| Componența etnică conform recensământului din 2003[2] \| Componența etnică conform recensământului din 2003[2] \| \| ----------------------------------------------------- \| ----------------------------------------------------- \| ----------------------------------------------------- \| ----------------------------------------------------- \| ----------------------------------------------------- \| \| \| \| \| \| \| \| Muntenegreni \| Muntenegreni \| \| 42 \| 79,24% \| \| Sârbi \| Sârbi \| \| 8 \| 15,09% \| \| Iugoslavi \| Iugoslavi \| \| 1 \| 1,88% \| \| necunoscută \| necunoscută \| \| 0 \| 0% \| |              |  |    |        |
| Componența etnică conform recensământului din 2003 |              |  |    |        |
| |              |  |    |        |
| Muntenegreni | Muntenegreni |  | 42 | 79,24% |
| Sârbi | Sârbi        |  | 8  | 15,09% |
| Iugoslavi | Iugoslavi    |  | 1  | 1,88%  |
| necunoscută | necunoscută  |  | 0  | 0%     |